# Amara brunnea
Amara brunnea là một loài bọ cánh cứng trong chi Amara thuộc họ Carabidae.

## Hình ảnh

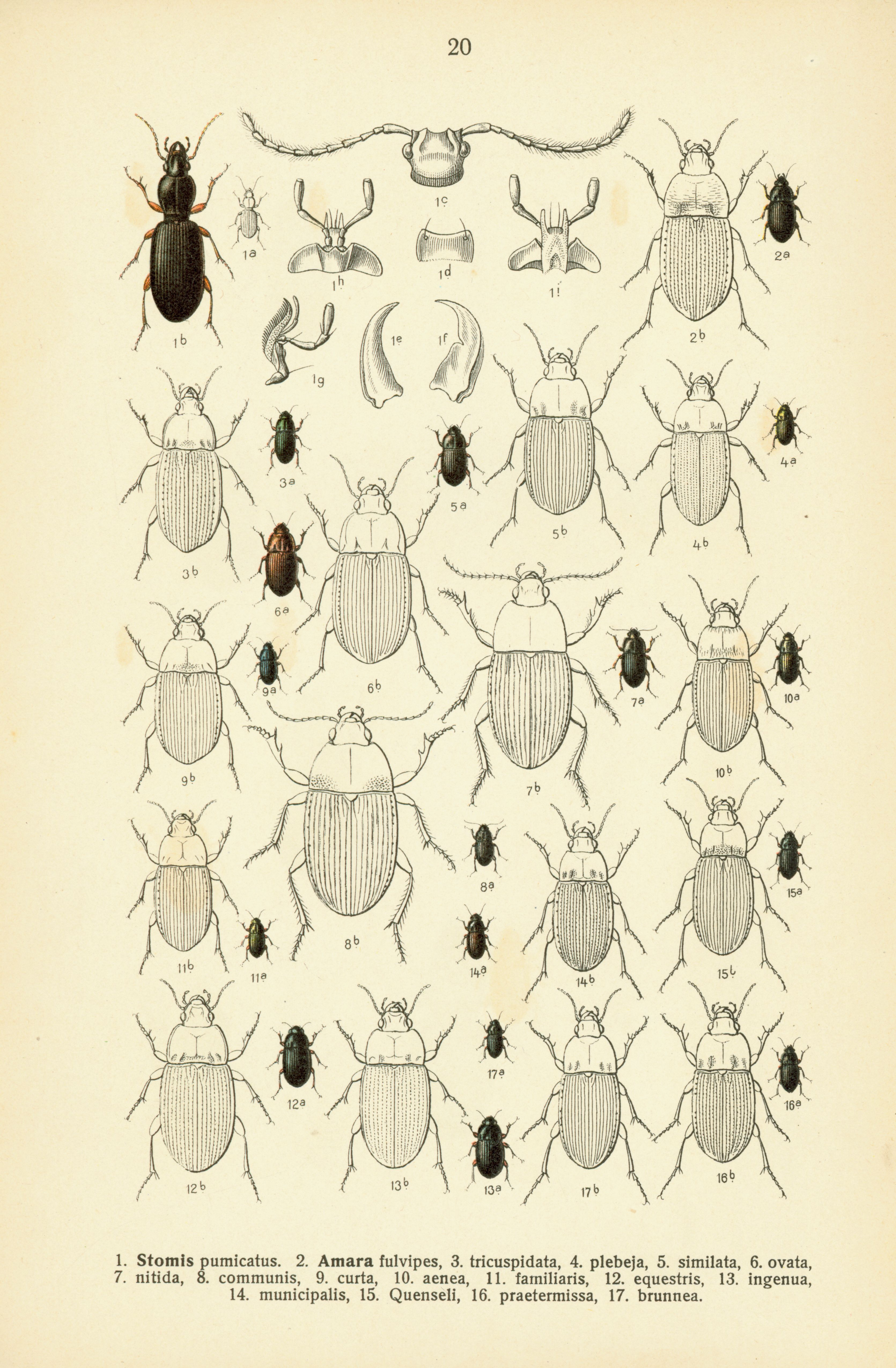